# 民族解放軍 (マケドニア共和国)
民族解放軍（みんぞくかいほうぐん、アルバニア語:Ushtria Çlirimtare Kombëtare; UÇK、マケドニア語:Ослободителна народна армија; ОНА）は、マケドニア共和国で2001年に活動した反政府のテロリスト、ゲリラ組織である。コソボ解放軍との強い関連が指摘されており、両組織はアルバニア語での頭文字「UÇK」やロゴを共有している。このことから、「マケドニアのUÇK」、「UÇK-M」と通称される。また、英語の「National Liberation Army」の頭文字をとって「NLA」とも呼ばれる。
マケドニア紛争の後、マケドニア共和国におけるアルバニア人の権利拡大を保障したオフリド合意（Ohrid Agreement）に基づいて組織は武装解除された。しかし、組織の武装解除の過程で、古い武器については返還された。

## マケドニア紛争と民族解放軍
民族解放軍は1999年の秋ごろ、かつてのコソボ解放軍の指導者の一人で、コソボ解放軍の創設期からの幹部の甥にあたるアリ・アフメティ（Ali Ahmeti）によって組織された。民族解放軍の公式の目的な、連邦制のマケドニア共和国の下で、アルバニア人がマケドニア人と同等の民族的権利を得ることであった。民族解放軍の上級司令官は、「我々はマケドニアの安定と領土的統合を脅かしたくはないが、我々の基本的権利を勝ち取り、マケドニア国内で対等の権利を獲得するまではゲリラ戦を戦う」と示唆した。マケドニア共和国政府は、民族解放軍は過激派のテロリストであり、アルバニア人が多数派を占める地域を分離し、アルバニアへと統合することを目指していると主張した。
2001年1月22日、民族解放軍は軽火器を用いてマケドニア治安部隊への攻撃をはじめた。。衝突はやがてエスカレートし、2001年3月のはじめには、民族解放軍はマケドニア共和国の北部や西部を実効支配し、首都のスコピエまで19キロメートルほどにまで迫った。
2001年3月、民族解放軍は交戦によるテトヴォの攻略に失敗したものの、テトヴォからコソボへと至る丘陵地帯を支配した。2001年5月3日、マケドニア政府によるクマノヴォ（Kumanovo）での反撃が失敗した。6月8日、民族解放軍はスコピエ郊外のアルチノヴォ（Arčinovo）の村を支配下に置いた。8月16日、両者は和平合意に調印し、紛争は終結した。

### 編成と軍事能力
民族解放軍は、最大事にはおよそ7千人から成っているものと推定されており、そのうちの一部はイギリスのSASや落下傘連隊（Parachute Regiment）の訓練を受けている。コソボ解放軍のときは、完全に軽武装であり、主に小火器や臼砲で戦っていたが、一部にはFIM-92 スティンガーミサイルやSA-7対空ミサイルの使用も報告されている。戦争が進むにつれ、民族解放軍はマケドニア政府軍から鹵獲した戦車などの重火器を手にするようになった。
民族解放軍はコソボからの人員や武器の流入に支えられており、コソボ解放軍やプレシェヴォ・メドヴェジャ・ブヤノヴァツ解放軍（UÇPMB）との関連は明らかであるが、公式に認めてはいない。

### 戦争犯罪
マケドニアでの衝突は小規模なものであったが、戦争犯罪がなかったわけではない。加えて、テトヴォやスコピエ、クマノヴォ周辺の村々では民族的にマケドニア人である多数の市民が拉致され、虐待を受けている。民族解放軍に殺害された中には、ブレズノ（Brezno）から逃れてきたマケドニア人の老人もいた。ヒューマン・ライツ・ウォッチによると、「マケドニアの民族的にアルバニア人のテロリストは、スコピエ-テトヴォ高速道路から道路作業員を拉致した後、残忍に虐待し性的暴行を加えた」としている。民族解放軍はまた、レショク（Lešok）にある正教会の聖アタナシウス修道院（Sveti Atanasij、1924年建造）を破壊した。他方、マケドニア政府側はネプロシュテノ（Neprošteno）でモスクを破壊した。両建造物は2003年に欧州連合の資金によって復興された。多数のマケドニア人市民が拉致されており、その多くは短期間の後に解放されているが、14人が9月に解放された後も12人の行方が分からないままとなった。10月には、この12人が殺害されネプロシュテノ近くの集団墓地に遺棄された疑いが報告された。この事件はマケドニア共和国政府によって旧ユーゴスラビア国際戦犯法廷（ICTY）に照会された。
このほかの特筆すべき事件として、リュボテン（Ljuboten）の村の件がある。アルバニア人が多数派を占めるリュボテンの村に対するマケドニア警察による3日間の攻撃が2001年8月10日から12日にかけて行われた。攻撃で10人の市民が死亡し、その後100人以上が逮捕された。その多くは警察に拘留されている間に激しく殴打された。マケドニア政府の主張に反し、リュボテンで行われたヒューマン・ライツ・ウォッチの実地調査によると、そこに民族解放軍が居た証拠は何ら見つからなかった。スコピエ近郊のアルバニア人の村リュボテンで起こったこの出来事は、当時のマケドニア共和国内務大臣リュベ・ボシュコスキ（Ljube Boškoski）の旧ユーゴスラビア国際戦犯法廷（ICTY）による訴追に発展した。2008年、デン・ハーグの国際戦犯法廷は、ボシュコスキを無罪とした。

## 停戦と武装解除
オフリド合意によって、民族解放軍は停戦に合意した。オフリド合意では、マケドニア共和国政府は人口の25%程度を占めるアルバニア人の民族的権利の向上を約束した。これによって、アルバニア語は一部の自治体の公用語となり、アルバニア人のマケドニア共和国政府機関、警察、軍への参画が進められた。オフリド合意ではまた、マケドニア共和国は地方分権化を約束した。他方、アルバニア人はあらゆる分離主義的要求の放棄と、マケドニアの諸機構の完全な承認に合意した。加えて、合意では民族解放軍は武装解除され、武器は北大西洋条約機構（NATO）に引き渡すこととなっていた。「欠かせない収穫」作戦は8月22日に公的に着手され、実効的には8月27日から始まった。30日間の作戦にはおよそ3500人のNATOとマケドニア政府軍の兵士が、民族解放軍の武装解除と武器の解体を進めた。NATOが作戦を始めた1時間後、民族解放軍のアリ・アフメティは、シプコヴィツァ（Шипковица / Šipkovica / Shipkovica）にある解放軍の本拠地にて、報道関係者が集まる中で記者会見を行い、民族解放軍を解体を発表し、今は民族間の調和の時であると述べた。2001年、アメリカ合衆国はコソボ解放軍と民族解放軍をテロリストと認定していた。
アリ・アフメティに率いられたアルバニア人の民族解放軍の成員らによって、後に政治政党の民主統合連合が結成された。党は2002年の議会選挙では多くのアルバニア人からの支持を集め、マケドニア社会民主同盟（SDSM）と連立を組み、2006年7月まで与党の一翼を担った（この後にVMRO-DPMNEとアルバニア人民主党の連立にとって代わられた）。政府側、解放軍側の双方の死傷者数は正確には知られていないが、それぞれ60人前後としている。